# Réserve naturelle de Havmyran
La réserve naturelle de Havmyran est une réserve naturelle située dans la commune de Hitra, Trøndelag. La réserve se trouve dans une zone composée de brandes, marais et tourbières au sud-ouest de l'arrière-pays de l'île de Hitra. Depuis 2002, la réserve naturelle a le statut de site ramsar en raison de son importance pour les oiseaux migrateurs.

## Description
La réserve a été créée en 1982 afin de préserver un grand marais et un paysage typiques et intacts, avec une végétation océanique, une importante zone humide, une variété d'oiseaux riche et intéressante.
Les marais recouvrent 12 km2 et sont surtout pauvres en éléments nutritifs. Les lacs et pièces d'eau douce recouvrent  3 km2, le reste de la réserve offrant un terrain solide. Ce terrain relativement plat est situé entre 60 et 80 m d'altitude. L'intérieur de la réserve est situé à 4 km de la route, et la zone est globalement peu affectée par les activités humaines.
Le courlis corlieu a ici sa plus importante zone de nidification du Trøndelag. Le pluvier doré, le bécasseau variable et le chevalier gambette sont très présents dans la réserve.
Il y a un chemin à travers la partie sud-ouest de la réserve. Le stationnement est balisé par la route 713, à la fois sur le côté nord-ouest et le sud-est de la réserve, et il y a des panneaux d'information là où le sentier pénètre dans la réserve.